# Pumpellyite-(Fe3+)
La pumpellyite-(Fe3+) è un minerale.